# Fransisko Tarega
Fransisko de Asis Tarega i Eiksea (kat. Francesc d'Assís Tàrrega i Eixea; Viljareal, 21. novembar 1852 - Barselona, 15. decembar 1909) bio je španski gitarista i kompozitor klasične muzike.

## Detinjstvo
Fransisko Tarega rođen je 21. novembra 1852. godine u Viljarealu, kraj Kasteljona, na istoku Španije. Otac mu je bio samouki gitarista. Svirao je uglavnom flamenko. Malom Kiketu, kako su zvali Fransiska, nije bilo više od šest godina kada je počeo krišom da uzima očevu gitaru dok je ovaj bio na poslu. Pokušavao je sam da podražava ono što je čuo. Taregin otac radio je kao čuvar manastira San Paskval.
A onda se iznenada razboleo. Dobio je tešku infekciju očiju. Bilo je jasno da mu je to oslabilo vid i počeo je da nosi naočare. Porodica se preselila iz Viljareala u Kasteljon. Ma kako siromašan bio, gospodin Tarega je bio svestan da bi sinu trebalo da po svaku cenu obezbedi novac za časove muzike. Zanimljivo je da su obojica Fransiskovih prvih muzičkih učitelja - Euheni Ruis i Manuel Gonsales - bili slepi.
Godine 1862, kada je Kiket napunio tek deset godina, tada poznati gitarista Hulijan Arkas prolazio je kroz Kasteljon u sklopu svoje muzičke turneje. Na navaljivanje Tareginog oca, dečak je posle koncerta svirao pred čuvenim umetnikom. Arkas je bio oduševljen. Pozvao ga je da dođe u Barselonu i postane njegov učenik. Fransiskov otac se složio da ga pošalje u Barselonu u Arkasovu školu, pod jednim uslovom, da dečak, pored gitare, svira bar još jedan instrument. Bio je to klavir. Siromašni čuvar znao je da gitara nije na dobrom glasu u otmenim krugovima. Nažalost, posle kratkog vremena, Arkas je ponovo krenuo na turneju i ostavio učenika. Bilo je to zeleno svetlo za malog Fransiska. Osetio je slast samostalnog života i ostao u Barseloni gde se sam izdržavao. S gitarom u ruci osećao se bezbedno u svakom pogledu. Sve dok otac nije došao po njega.
Tri godine kasnije, opet sa gitarom, Fransisko je pobegao u Valensiju, pridruživši se taboru Roma. Trinaestogodišnjeg gitaristu nadahnjivala je njihova muzika. Uostalom, ona je davala smisao njegovom životu. Otac ga je ponovo molio da se vrati porodici. Fransisko je shvatio da bi najzad trebalo dobrotom da uzvrati onima koji su se zbog njega toliko odricali. Od povratka iz Valensije sav zarađeni novac delio je sa ukućanima.

## Madridski Konzervatorijum
Tako je bilo dok nije navršio dvadeset dve godine, kada je upisao madridski Konzervatorijum. Školovanje mu je obezbedio Antonio Kanesa, bogati trgovac i pokrovitelj umetnika. Poklonio mu je i skupoceni instrument, nastao u radionici Antonija de Toresa u Sevilji. Božanstveni zvuk seviljske gitare nadahnuo je Taregu. Shvatio je koje su prave mogućnosti žičanog instrumenta koji mu je osvojio srce. Izučavao je kompoziciju u klasi Emilija Arijete. On ga je ubedio da se u potpunosti posveti gitari i zaboravi klavir.

## Koncerti
Do kraja sedamdesetih godina 19. veka, Fransisko Tarega je postao vodeći profesor gitare u Španiji. Njegovi učenici bili su kasnije čuveni gitaristi kao što su Puhol, Jobet i Fortea. Koncerti Fransiska Tarege nizali su se jedan za drugim i uvek bili ispraćeni ovacijama. Osim dela drugih kompozitora, Tarega bi na koncertima uvek svirao i svoje kompozicije.
Godine 1881. je nastupio u Operi u Lionu, zatim u pariskom “Odeonu”. Kada je najzad stigao do Londona dočekali su ga s oduševljenjem. Međutim, bio je očajan. Engleski jezik zvučao mu je ružno i nemuzikalno. Klima mu je takođe bila nepodnošljiva. Organizatorima koncerata, kao i obožavaocima, bilo je jasno da je Fransisko veoma potišten i setan. Savetovali su ga da svoje neraspoloženje pokuša da izrazi kroz muzičke komade. U Londonu je tako napisao jedno od najpoznatijih dela- “Suzu” (Lagrima) za solo gitaru.

## Privatni život
Bilo mu je dvadeset osam godina kada je održao koncert u Alikanteu. Posle koncerta prišao mu je uticajan i bogat čovek i zamolio ga da čuje njegovu ćerku, mladu Mariju Hose Riso. Ona je takođe nameravala da život posveti gitari. Fransisko je bio opčinjen njom i ubrzo su se verili. Venčali su se na Božić, 25. decembra 1882. godine.
S porodicom se preselio u Madrid. Zarađivao je tako što je davao časove i držao koncerte, a s namerom da proširi repertoar, počeo je da za gitaru prilagođava dela Šopena, Betovena, Albenisa i Mendelsona. Posle smrti prve kćerke, život u Madridu postao mu je nepodnošljiv. Preselili su se u Barselonu. Njegovi najprisniji prijatelji bili su kompozitori Isak Albenis, Enrike Granados, Hoakin Turina i čelista Pablo Kazals. Fransisko i Marija Hose imali su još troje dece- Pakita, Marijetu i Konsepsion.

## Stvaralaštvo
Posle jednog od uspešnijih koncerata u Valensiji, Tarega je upoznao bogatu udovicu, gospođu Martines, koja je postala njegov pokrovitelj. Pored ostalog, omogućila je njemu i njegovoj porodici da u Barseloni žive u jednoj od njenih prostranih, velikih kuća. Tu su nastale najpoznatije Taregine kompozicije za gitaru. Gospođa Martines je Fransiska sa ženom i decom odvela u Granadu gde su ostali neko vreme. Po povratku, napisao je verovatno najpoznatije delo- “Sećanje na Alhambru”(Recuerdos de la Alhambra) i posvetio ga francuskom prijatelju, gitaristi Alfredu Kotanu.
Od kasnih osamdesetih godina 19. veka, pa sve do 1903. godine, Tarega je nastavio da komponuje, ali više nije želeo da održava koncerte van Španije. Vid ga je polako napuštao. Počeo je da izučava arapske korene španske muzike. Tako su nastale čuvene kompozicije poput “Arapskog kapriča” i “Mavarske igre“. U to vreme isekao je nokte na desnoj ruci i tako dobio poseban ton koji će ostati osoben za njegovu tehniku sviranja. Naime, svirao je jagodicama prstiju desne ruke, a ne noktima, kao što su to uglavnom činili svirači flamenka.
Na nagovaranje italijanskih obožavalaca i sledbenika, 1903. godine ipak je otputovao u Italiju i s velikim uspehom svirao u Rimu, Napulju i Milanu. Fransisko Tarega već tada je bio neka vrsta muzičkog sinonima za Španiju. Ton njegove gitare, melodije njegovih kompozicija s posebnom naklonošću, ljubavlju, ali i tačnošću dočaravali su duh Iberijskog poluostrva.

## Poslednje godine
U januaru 1906. godine Tarega je oboleo: paralizovala mu se desna strana tela. Poslednje delo “Oremus“, napisao je 2. decembra 1909. godine. Umro je 15. decembra 1909. Imao je samo pedeset sedam godina. Svake godine, tokom prve nedelje septembra kraj Viljareala, održava se ugledni muzički festival koji nosi ime muzičara koga smatraju ocem savremene klasične gitare i jednim od najvećih kompozitora u istoriji muzike za ovaj instrument.